# Носач (Морнарички истражитељи: Њу Орлеанс)
Епизода Носач је 2. епизода 1. сезоне серије МЗИС: Њу Орлеанс. Премијерно је приказана 30. септембра 2014. године на каналу Си-Би-Ес.

## Опис
Сценарио за епизоду је писао творац серије МЗИС: Њу Орлеанс Гари Гласберг, а режирао ју је Џејмс Вајтмор мл.
Када војни поручник на слободи погине у центру Новог Орлеанса кад га удари такси, екипа истражује шта се десило, али ствари ускоро добијају преокрет кад обдукција открије да је жртва умрла од бубонске куге, а смрт је повезана са могућим биотериристичким нападом на војни брод Џеронимо. Док екипа почиње да истражује оне на броду, они такое примају помоћ од директора МЗИС-а Венса кад официрка ЦКБ-а Керол Вилсон и специјални агент МЗИС-а Ентони "Тони" Динозо дођу у Њу Орлеанс да помогну на случају док се форензичка специјалисткиња Еби Шуто нуди да помогне на случају из Вашингтона. Екипа се трка са временом да би спречила могући ужасни напад да се деси и да открије ко је одговоран за напад у ком су двојица војника ппогинула, а још много опасно болесна.
У овој епизоди се појављују специјални агент Ентони Динозо мл., форензичарка Ебигејл Шуто и директор Леон Венс.

## Ликови

### Из серијеМЗИС: Њу Орлеанс
- Скот Бакула као Двејн Касијус Прајд
- Лукас Блек као Кристофер Ласејл
- Зои Меклилан као Мередит Броди
- Роб Керкович као Себастијан Ланд
- К. К. Х. Паундер као др Лорета Вејд

### Из серијеМЗИС
- Мајкл Ведерли као др. Ентони Динозо мл.
- Поли Перет као Ебигејл Шуто
- Роки Керол као Леон Венс